# Помоса
Помоса́ (кор. 범어사?, 梵魚寺?) — буддийский монастырь в Кымджонгу города-метрополии Пусан, Республика Корея. Это один из самых старинных и больших монастырей в Республике Корея.

## История
Монастырь Помоса был построен в 678 году монахом Ыйсаном. В эпоху династии Корё и ранней династии Чосон храм был частично перестроен. Во время Имджинской войны (Японские вторжения в Корею) в период между 1592 и 1598 годами деревянные строения были сожжены, и в 1613 году началась реконструкция и расширение храма монахом Мёджонм. Монах Мёджон создавал зал Тэунджон, зал Ёнхваджон, зал Кванымджон, зал Наханджон, ворота Чогемун и так далее. В 1700 году монах Мёнхак создавал зал Пхальсанджон, ворота Пуримун, зал Поджеру и ворота Чхонванмун. Помоса находится на горе Кымджонсан. Кымджонсан — самая высокая гора в Пусане.